# Isonychus obesulus
Isonychus obesulus är en skalbaggsart som beskrevs av Hermann Burmeister 1855. Isonychus obesulus ingår i släktet Isonychus och familjen Melolonthidae. Inga underarter finns listade i Catalogue of Life.